# LRP1B
LRP1B‏ (LDL receptor related protein 1B) هوَ بروتين يُشَفر بواسطة جين LRP1B في الإنسان.